# Santuário dos Pajés

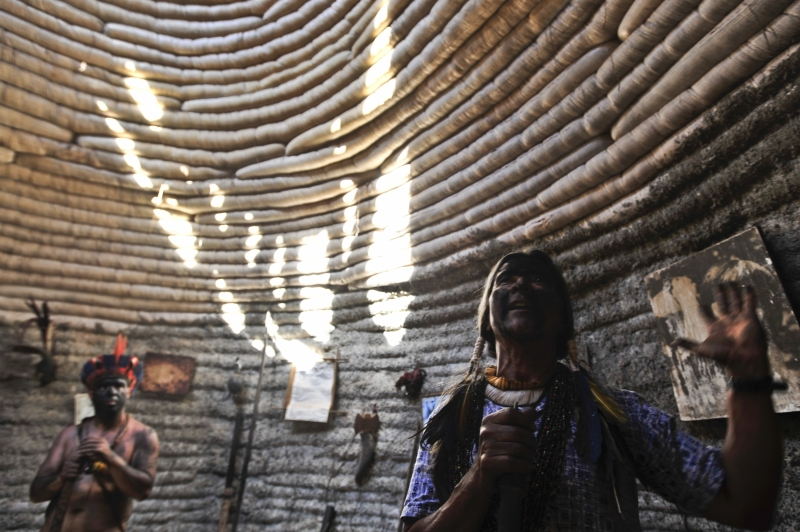
Interior de uma oca no Santuário dos Pajés

O Santuário dos Pajés é uma terra indígena que se encontra dentro de um setor de expansão imobiliária denominado Setor Noroeste em Brasília, no Distrito Federal, numa área equivalente à área das quadras comerciais CRNW 508, CRNW 708 e EQNW 708/709. Indígenas de três etnias vivem na terra e reivindicam sua posse, majoritariamente Tapuia-Fulniôs.
A área reclamada pelos indígenas é de 50,91 hectares, enquanto o espaço já delimitado pela Justiça é de 4,1 hectares.

## Histórico
Os indígenas alegam que estão no mesmo local desde 1967, mas que há registro da presença da etnia na região desde 1957.

### Ações na Justiça
Em 2008 a Procuradoria Regional dos Direitos dos Cidadãos abriu inquérito civil público para apurar denúncias de violação do território ocupado pela comunidade indígena do Bananal. O Ministério Público Federal entrou com ação civil pública contra a Funai, a Terracap e o Instituto Brasília Ambiental (Ibram).
Em 2009, o Ministério Público Federal expediu recomendação para que a Funai criasse um grupo técnico de identificação e delimitação, alegando que a área indígena deveria ter 50,91 hectares.
Em outubro de 2011, as construtoras Brasal, João Fortes e Emplavi começaram a cercar o terreno e remover árvores do local. Índios moradores do Santuário dos Pajés reagiram, e a causa ganhou o apoio de estudantes e integrantes de organizações sociais.
O território do Santuário foi licitado pela Terracap, órgão responsável pela averbação de terras na capital federal, criando de fato uma situação de conflito social urbano.e instalando uma condição extremamente precária para os compradores, já que as Quadras SQNW 108 e a CLNW 9, além de uma pequena parte da SQNW 107 encontram-se em terras indígenas de uso tradicional da comunidade.
Em Dezembro de 2013 a Justiça Federal do DF julgou procedente a Ação Civil Pública que visava o reconhecimento da terra indígena, declarando a existência de tal terra mas limitando-a a uma área de 4,1 hectares e, ao mesmo tempo, determinando que a FUNAI realizasse sua demarcação com base em uma descrição de perímetro de área que superava os 150 hectares, razão pela qual a Sentença recebeu recursos de todas as partes.
Em 2014 veio a óbito o Pajé Santxie Tapuya, principal liderança da luta do Santuário dos Pajés que representava a segunda geração que morou no local. A liderança da comunidade deverá passar a seus filhos que teve com Marcia Guajajara.
Em 2017 uma nova tentativa de invasão do Santuário pelo DF foi motivo de novos conflitos na área que envolveram seguranças armados de empresa pública e diversos indígenas, dentre eles Fetxawewe, filho de Santxie Tapuya.
Em 2018 foi feito um acordo entre o MPF, a FUNAI, a Terracap, o IBRAM, e o DF que reconhecia a área do Santuário dos Pajés como sendo de, no mínimo, 32 hectares, dos quais, pelo menos 2 hectares dentro do Setor Noroetes e os demais dentro da ARIE Cruls uma unidade de conservação adjacente. Esta terra indígena recebeu o nome de Terra Indígena Santuário Sagrado dos Pajés - Pajé Santxie Tapuya em memória de Santxie, primeiro vigilante daquele santuário.